# 애기봄맞이

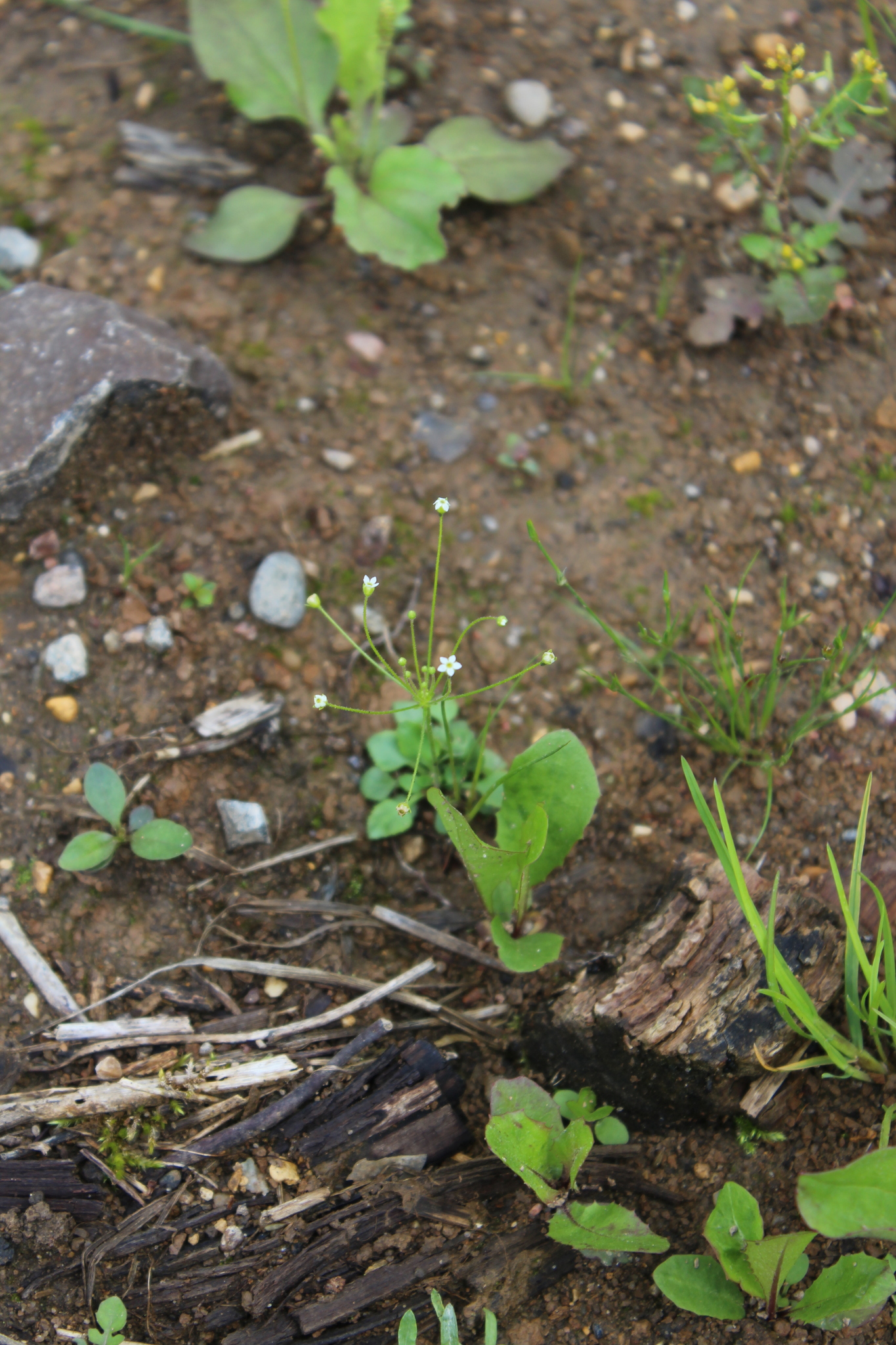

애기봄맞이는 앵초과에 속하는 두해살이풀이다.

## 생태
들의 습지에서 자라며, 높이는 15센티미터이다. 전체에 털이 거의 없다. 잎은 모두 근생엽, 넓은 난형, 타원형, 길이 10~45밀리미터, 너비 2~9밀리미터, 잎자루가 있고, 둔한 이 모양의 톱니가 있다. 꽃은 흰색, 꽃줄기의 길이 15센티미터, 꽃줄기 끝에 산형꽃차례로 달리고, 꽃자루가 많으며, 길이 1~6센티미터, 포는 선형, 꽃받침은 종형, 갈래는 피침형, 가장자리는 흰색 막질이다. 화관은 트럼펫 모양이며 열매는 삭과로 둥근 모양이다